# Jules Herremans
Jules Joseph Herremans (Nieuwenhove, 10 januari 1904 - onbekend) was een Belgische atleet, die gespecialiseerd was in het speerwerpen. Hij nam eenmaal deel aan de Olympische Spelen en werd zesmaal Belgisch kampioen.

## Biografie
In 1927 verbeterde Herremans het Belgisch record speerwerpen van Adolf Hauman tot 54,03 m. Na enkele recordverbeteringen van hem en van Gaston Etienne bracht hij dit record in 1931 naar 61,76 m. Voor deze prestatie ontving hij dat jaar de Grote Ereprijs van de KBAB
Herremans werd tussen 1927 en 1937 zes maal Belgisch kampioen. Hij nam in 1928 deel aan de Olympische Spelen van Amsterdam, waar hij werd uitgeschakeld in de kwalificaties.

### Clubs
Herremans begon zijn carrière bij Sporting Club Geraardsbergen en was daarna aangesloten bij AA Gent. Hij stapte in 1929 over naar Union Sint-Gillis.

## Belgische kampioenschappen
| Onderdeel   | Jaar                               |
| ----------- | ---------------------------------- |
| speerwerpen | 1927, 1928, 1931, 1933, 1935, 1937 |

## Persoonlijk record
| Onderdeel   | Prestatie       | Datum        | Plaats     |
| ----------- | --------------- | ------------ | ---------- |
| speerwerpen | 61,76 m (ex-NR) | 26 juli 1931 | Schaarbeek |

## Palmares
speerwerpen
- 1927:  BK AC - 54,07 m
- 1928:  BK AC - 57,67 m
- 1928: 18e in kwal. OS in Amsterdam - 56,33 m
- 1929:  BK AC - 54,20 m
- 1929:  AAA-kampioenschappen - 56,52 m
- 1930:  BK AC - 52,28 m
- 1931:  BK AC - 56,48 m
- 1932:  BK AC - 52,98 m
- 1933:  BK AC - 54,07 m
- 1934:  BK AC - 53,93 m
- 1935:  BK AC - 56,32 m
- 1936:  BK AC - 54,99 m
- 1937:  BK AC - 57,96 m
- 1938:  BK AC - 52,07 m
- 1941:  BK AC - 47,625 m
- 1942:  BK AC - 47,58 m
- 1943:  BK AC - 49,83 m

## Onderscheidingen
- 1931: Grote Ereprijs KBAB